# 巴慕德
巴慕德（Harold Balme；1878年5月28日—1953年2月13日）英国医学传教士、中国齐鲁大学校长（1921-1927年）。
1878年5月28日，巴慕德出生于英格兰大伦敦哈克尼區，在伦敦国王学院和國王學院醫院学医。 1906年作为医学传教士前往中国山西太原。 1913年任齐鲁大学外科学教授、齐鲁医院院长。 1921年接替聂会东担任齐鲁大学校长及医学院院长。1953年2月13日在伦敦去世。
其子是英国著名古希腊哲学学者David Balme。

## 著作
- Harold Balme, "Medical Missions in China", The Lancet, Vol. 198 No. 5119 pp 784–786, 1921
- Harold Balme, "China and Modern Medicine: A Study in Medical Missionary Development", London: United Council for Missionary Education, 1921.
- Harold Balme, "The trend of medical mission policy in China, International Review of Mission", Volume 13, Issue 2, pages 247-257, April 1924.